# Echinophallus seriolellae
Echinophallus seriolellae is een lintworm (Platyhelminthes; Cestoda). De worm is tweeslachtig. De soort leeft als parasiet in andere dieren.
Het geslacht Echinophallus, waarin de lintworm wordt geplaatst, wordt tot de familie Echinophallidae gerekend. De wetenschappelijke naam van de soort werd voor het eerst geldig gepubliceerd in 1975 door Korotaeva.